# Ferdinand Gregorovius
Ferdinand Gregorovius (Neidenburg, 19 de enero de 1821 - Múnich, 1 de mayo de 1891) fue un historiador alemán, especializado en la historia medieval de Roma. Es más conocido por su obra "Wanderjahre in Italien (Años errantes en Italia)", que trata de sus narraciones acerca de los viajes que realizó a través de Italia en los años 1850, y la monumental "Geschichte der Stadt Rom im Mittelalter (Historia de la ciudad de Roma en la Edad Media)", una clásica historia medieval y del Renacimiento temprano. También escribió biografías del papa Alejandro VI y Lucrezia Borgia, como también obras en historias bizantinas y de la Atenas medieval. Gregorovius fue un protestante que, según el Padre John Hardon, S.J. fue «un amargo enemigo de los papas».
Gregorovius nació en Neidenburg (Nidzica), Prusia Oriental, y estudió en la Universidad de Königsberg. Después de enseñar por varios años, Gregorovius tomó residencia en Italia en 1852, permaneciendo en aquel país por más de veinte años. Lo nombraron ciudadano de Roma, el primer ciudadano honorífico de la ciudad. Finalmente regresó a Alemania, donde falleció en Múnich.

## Obras
- Der Tod des Tiberius (La muerte de Tiberio, 1851).
- Geschichte des römischen Kaisers Hadrian und seiner Zeit (Historia del emperador romano Adriano y su época, 1851).
- Corsica (1854).
- Göthe’s Wilhelm Meister in seinen socialistischen Elementen entwickelt (El Wilhelm Meister de Goethe desarrollado en sus elementos socialistas, 1855).
- Geschichte der Stadt Rom im Mittelalter (Historia de la ciudad de Roma en la Edad Media, 1859-1872).
- Wanderjahre in Italien[2] (Años errantes en Italia, 1856-1877).
- Geschichte der Stadt Athen im Mittelalter. Von der Zeit Justinians bis zur türkischen Eroberung (Historia de la ciudad de Atenas en la Edad Media: desde la época de Justiniano hasta la conquista turca, 1889).
- Lucrezia Borgia (1874).